# 후쿠야마 준
후쿠야마 쥰(福山 潤, 1978년 11월 26일 ~ )은 일본의 성우이다. 히로시마현 후쿠야마시 출생으로, 자란 곳은 오사카부 다카쓰키시이다. BLACKSHIP 소속으로, 이전에는 아오니 프로덕션, 프로덕션 바오밥, 주식회사 악셀원에 소속되어 있었다.
대표작으로『xxxHOLiC』（와타누키 기미히로）, 『코드 기어스 반역의 를르슈』（를르슈 람페르지）, 『렌탈 마법사』（이바 이츠키）, 『모험유기 플러스터 월드』（비트마）, 『금색의 코르다 〜primo passo〜』（시미즈 케이이치）, 『음양대전기』（타치바나 리쿠）, 『학원 헤븐 BOY'S LOVE HYPER!』（이토 케이타）, 『이누카미!』（카와히라 케이타）, 『무장연금』（무토 카즈키), 『투하트2 시리즈』(코우노 타카아키）,『누라리횬의 손자』（누라 리쿠오) ,『오소마츠상』(마츠노 이치마츠) ,『암살교실』(살생님)외에도 여럿이 있다.

## 출연작
※굵은 글자로 표시된 배역은 주역과 메인캐릭터

### TV 애니메이션
2000년
- 무적왕 트라이제논(카무이 아키라)
- 부기팝은 웃지 않는다(사오토메 마사미)

2001년
- 기동천사 엔젤릭 레이어(코바야시 코타로)

2002년
- 드래곤 드라이브(G)
- 위치헌터 로빈(사카키 하루토)
- 전광초특급 히라키안(라이트닝 츠바사)
- 키디 그레이드(튀들덤)
- 천지무용! GXP(아란)
- 초중신 그라비온(텐쿠우지 토우가)
- 피아노(다카하시 카즈야)
- 하품요정 아쿠비(하쿠바 가쿠)

2003년
- 나루에의 세계(마루오 마사키)
- 록맨 에그제 엑세스(서치맨)
- 모험유기 플러스터 월드(비트마)
- 풀 메탈 패닉 후못후(츠바키 잇세이)

2004년
- 록맨 에그제 스트림(서치맨)
- 블리치(아야세가와 유미치카)
- 암굴왕(알베르 드 모르세르)
- 음양대전기(타치바나 리쿠)
- 초중신 그라비온 Zwei(텐쿠우지 토우가)
- Get Ride! 암드라이버(로제트 키스)
- W ~위시~(토오노 쥰나)

2005년
- 건퍼레이드 오케스트라(타케우치 유토)
- 록맨 에그제 비스트(서치맨)
- 사모님은 여고생(이와사키 코헤이)
- 우에키의 법칙(아논)
- 유리가면(사쿠라코지 유우)
- 클러스터 엣지(배릴 제스퍼)
- 츠바사 크로니클(와타누키 키미히로)
- 투하트2(코노 타카아키)
- 해피 세븐(카가와 키쿠노스케)
- 러브리스 (야요이)

2006년
- 금색의 코르다 〜primo passo~(시미즈 케이이치)
- 록맨 에그제 비스트+(서치맨)
- 무장연금(무토 카즈키)
- 소년음양사(후지와라노 토시츠쿠)
- 이누카미(카와히라 케이타)
- 코드기어스 반역의 를르슈(를르슈 람페르지/를르슈 비 브리타니아/제로)
- 프린세스 프린세스(코우노 토오루)
- 학원 헤븐 BOY'S LOVE HYPER!(이토 케이타)
- xxx홀릭(와타누키 키미히로)
- 블랙 블러드 브라더스(제르만 크룩)

2007년
- 렌탈 마법사(이바 이츠키)
- 문라이트 마일(마이크 알리 무하마드)
- 바람의 스티그마(세리자와 타츠야)
- 세인트 비스트 ~광음서사시천사담~(신관장 판도라)
- 수신연무(태와제)
- 신령사냥/GHOST HOUND(나카지마 마사유키)
- 크게 휘두르며(이즈미 코우스케, 오다 히로유키)

2008년
- 늑대와 향신료(크래프트 로렌스)
- 마크로스 프론티어(루카 안젤로니)
- 뱀파이어 기사(아이도 하나부사)
- S.A 스페셜 에이(타키시마 케이)
- 아마츠키(리쿠고 도키토키)
- 코드기어스 반역의 를르슈 R2(를르슈 비 브리타니아)
- xxx홀릭 2기(와타누키 키미히로)
- 강철의 라인배럴 (카토 히사타카)
- 흑집사 (그렐 서트클리프)

2009년
- 아키칸!(다이치 카케루)
- 바이퍼스 크리드(하루키)
- 우주를 달리는 소녀(레오파드)
- 사키-saki- (스가 쿄타로)
- 키디 걸랜드 (트위들 덤)
- 냥코이! (엔도 하루히코, 타마)
- 07-GHOST (하쿠렌 오크)
- 판도라 하츠 (빈센트 나이트레이)
- 금색의 코르다 Second Passo (시미즈 케이이치)
- 늑대와 향신료 2기 (크래프트 로렌스)
- 카시카 (칼 로젠탈)
- 레터 비 (고슈 수에드)
- 쥬얼 펫 (디안)

2010년
- 전설의 용자의 전설 (라이너 류트)
- 듀라라라!! (키시타니 신라)
- WORKING!! (타카나시 소타)
- 누라리횬의 손자 (누라 리쿠오)
- 배신자는 내 이름을 알고 있다 (무라사메 츠쿠모)
- 세키레이 2기 (미코가미 하야토)
- 크게 휘두르며 여름대회편 (이즈미 코스케)
- 흑집사 2기 (그렐 서트클리프)
- MM! (사도 타로)
- 스타 드라이버 빛의 타쿠토 (신도 스가타)
- Starry☆Sky (키노세 아즈사)
- 레터 비 리버스 (느와르/고슈 수에드)
- 쥬얼펫 트윙클 (디안)
- 토가이누의 피 (린)

2011년
- 청의 엑소시스트 (오쿠무라 유키오)
- 데드맨 원더랜드 (로쿠로 분도)
- 누라리횬의 손자 ~천년마경~ (누라 리쿠오)
- 경계선상의 호라이즌 (아오이 토리)
- 냥파이어 (냐천사)
- 라스트 엑자일 -은빛 날개의 팜- (오란)
- 배틀 스피리츠 히어로즈 (타나시 테가마루)
- BLOOD-C (개)
- 언젠가 천마의 검은 토끼 (쿠레나이 히나타)
- WORKING'!! (타카나시 소타)
- 쥬얼펫 선샤인 (네지카와 테츠오)
- 파이 브레인 신의 퍼즐 (사카노우에 갸몬)

2012년
- 에어리어의 기사 (아이자와 스구루)
- 경계선상의 호라이즌Ⅱ (아오이 토리)
- 사키 -saki- 아치카편 episode of side-A (스가 쿄타로)
- 신 테니스의 왕자 (오시타리 켄야)
- 남자 고교생의 일상 (구세주, 키요타카)
- 파이 브레인-신의 퍼즐 2기 (사카노우에 갸몬)
- 아르카나 패밀리아 (리베르타)
- 백곰 카페 (팬더)
- 나츠유키 랑데뷰 (시마오 아츠시)
- 배틀 스피리츠 소드 아이즈 (하가쿠레)
- 빙과 (타나베 지로)
- K (야타 미사키)
- 익시온 사가 DT (마리안델)
- 중2병이라도 사랑이 하고 싶어! (토가시 유타)
- 마기 (만화) (카심)

2013년
- 마오유우 마왕용사 (용사)
- 혈액형에 관한 간단한 고찰 (A형)
- 혁명기 발브레이브 (어 드라이)
- 파이브레인-신의 퍼즐 3기 (사카노우에 갸몬)
- 쿠로코의 농구 2기 (하나미야 마코토)

2014년
- 디플래그 (카와하라 아타루)
- 중2병이라도 사랑이 하고 싶어 렌! (토가시 유타)
- 하마토라 (버스데이)
- 흑집사 Book of Circus (그렐 서트클리프 )
- 하마토라 2기 (버스데이)

2015년
- 일곱 개의 대죄 (그래즐리 씬 킹)
- 암살교실 (살생님)
- 듀라라라!! (키시타니 신라)
- WORKING!!! (타카나시 소타)
- 오소마츠상 (마츠노 이치마츠)
- 빨강머리 백설공주 (라지 왕자)
- 내 이야기 (이치노세 코우키)

2016년
- 석고 보이즈 (헤르메스)
- 암살교실 2기 (살생님)
- 조커게임 (지츠이)
- 쌍성의 음양사 (키나코)
- 아인 1쿨 (나카노 코우)
- 사카모토입니다만? (한류스타 정철수)
- 유리!!! on ICE (니시고리 타케시)
- 아인 2쿨 (나카노 코우)
- 문호 스트레이 독스 (사카구치 안고)

### OVA
2004년
- 기동전사 건담 MS IGLOO (히데토 와시야)

2005년
- 최종병기 그녀 OVA : Another Love Song (료헤이)
- 세인트 비스트 ~수천의 낮과 밤~(신관장 판도라)
- 린의 날개 (에이사프 스즈키)

2006년
- 테니스의 왕자님 OVA 전국대회편 (오시타리 켄야)
- 허니 허니 드롭스 (유리오카 치하야)

2007년
- 투하트2 OVA(코노 타카아키)
- 클라나드 1기 OVA - 또 하나의 세계 (토모요편) (학생회임원 2학년)

2008년
- 투하트2 ad OVA (코노 타카아키)
- Switch (에토 카이)

2009년
- 츠바사 춘뢰기 (와타누키 키미히로)
- XXX홀릭 춘몽기 (와타누키 키미히로)
- 세인트 세이야 더 로스트 캔버스 명왕신화 (카가호)

2010년
- XXX홀릭 롱 (와타누키 키미히로)

2011년
- XXX홀릭 롱 덧없는꿈 (와타누키 키미히로)

### 극장판
2011년
- 하트 나라의 앨리스 (트위들 디, 트위들 덤)

2017년
- 흑집사: 북 오브 더 아틀란틱 (그렐 서트클리프)
- 코드 기아스 반역의 를르슈 I -흥도-

2018년
- 중2병이라도 사랑이 하고 싶어! 테이크 온 미 (토가시 유타)
- 극장판 일곱 개의 대죄: 천공의 포로 (킹)
- 프리크리 프로그레

2019년
- 코드 기아스 부활의 를르슈 (를르슈)

2024년
- 기동전사 건담 SEED FREEDOM (알버트 하인라인)

### 게임
2010년 스윙 골프 팡야 2nd숏! (카즈) [이전 성우는 '미도리카와 히카루']
- 원죄 eine falsche Beschuldi-gung (시온) : 야마가 코이치 (山賀弘一) 명의

1999년
- 스펙트럴 포스 ~사랑스러운 사악~ (신바)
- 제우스II 칼네지하트 (그라함 크티나)
- ~순정가련~ 메이마이 기사단 스펙트럴 포스 성소녀 외전 (신바)

2001년
- Memories Off 2nd (나카모리 쇼타)
- 대난투 스매시브라더스DX(로이)

2002년
- 기갑무장 G브레이커 제3차 클라우디아 대전 (윈드 시거)
- 기갑무장 G브레이커2 동맹의 반격 (윈드 시거)
- 기갑무장 G브레이커 레젠드 오브 클라우디아 (윈드 시거)
- 테일즈 오브 데스티니2 (카일 듀나미스)

2003년
- 드래곤 드라이브 디마스타 숏 (G)
- Memories Off Duet ~1st&2nd stories~ (나카모리 쇼타)
- 기동전사 건담 해후의 우주 (잭 베어드)
- 금색의 코르다 (시미즈 케이이치)
- 학원 헤븐 BOY'S LOVE SCRAMBLE! (이토 케이타)

2004년
- BLACK/MATRIX OO (아벨)
- 학원 헤븐 BOY'S LOVE SCRAMBLE! Type B (이토 케이타)

2005년
- 테일즈 오브 나리키리 던전3 (카일 듀나미스)
- Memories Off After Rain Vol.2 상연 (나카모리 쇼타)
- 학원 헤븐 한 그릇 더! (이토 케이타)
- 토가이누의 피 (린) : 키류인 하야토 (鬼龍院隼人) 명의
- Memories Off After Rain Vol.3 졸업 (나카모리 쇼타)
- 기동전사 건담 1년전쟁 (마커 클란)
- 환상게임 현무개전 외전 거울의 무녀 (시기)
- BLEACH 어드밴스 ~붉게 물드는 시혼계~ (아야세가와 유미치카)
- Twelve ~전국봉신전~ (히비키)
- BLEACH GC ~혼에 만나는 사신~ (아야세가와 유미치카)

2006년
- 건퍼레이드 오케스트라 백의 장 ~아오모리 펭귄 전설~ (타케우치 유토)
- BLEACH DS 창공에 달리는 운명 (아야세가와 유미치카)
- 마이네리베II ~긍지와 정의와 사랑~ (지크리드 카로사)
- Another Century's Episode2 (에이사프 스즈키)
- 건퍼레이드 오케스트라 녹의 장 ~늑대와 그 소년~ (타케우치 유토)
- 허니 허니 드롭스 LOVE×LOVE HONEY LIFE (유리오카 치하야)
- 키미키스 (히이라기 아키라)
- D.C.II ~다 카포II~ (이타바시 와타루) : 만 쿠리타로 (万栗太郎) 명의
- 무장연금 잘왔습니다 파피용 파크에 (무토 카즈키)
- 기동전사 건담 SEED DESTINY 연합vs.Z.A.F.T.II (솔 류네 란쥬)
- BLEACH HEAT THE SOUL3 (아야세가와 유미치카, 코지마 미즈이로)
- 건퍼레이드 오케스트라 청의 장 ~빛의 바다로부터 편지를 보냅니다~ (타케우치 유토)
- 클러스터 엣지 ~너를 기다리는 미래에의 증거~ (베릴 재스퍼)
- 서몬 나이트4 (카사스)
- DS전격 문고 이누카미! feat.Animation (카와히라 케이타)
- BLEACH Wii 백인 빛나는 윤무곡 (아야세가와 유미치카)
- 자율기동전차 이즈나 (타카야나기 코우)
- 메탈기어 솔리드 포터블 OPS (누르)

2007년
- 하트 나라의 앨리스 ~Wonderful Wonder World~ (트위들 디, 트위들 덤)
- 금색의 코르다 2 (시미즈 케이이치)
- 오렌지 허니 ~난 널 사랑하고 있어~ (시라이시 세이지)
- xxxHOLiC ~와타누키의 16일 밤 초화~ (와타누키 키미히로)
- BLEACH ~블레이드 버틀러즈2nd~ (아야세가와 유미치카, 코지마 미즈이로)
- Another Century's Episode3 THE FINAL (에이사프 스즈키)
- 금색의 코르다 2 앙코르 (시미즈 케이이치)
- SD건담 GGENERATION SPIRITS (히데트 와시야)
- 크게 휘두르며 진짜 에이스가 될 수 있을지도 (이즈미 코스케)
- 클로버 나라의 앨리스 ~Wonderful Wonder World~ (트위들 디, 트위들 덤)
- 스타오션1 First Departure (요슈아 제란드)

2008년
- 토가이누의 피 True Blood (린)
- 루미너스 아크2 윌 (슈타이너)
- 테니스의 왕자 Driving Smash! side Genius (오시타리 켄야)
- G선상의 마왕 (마왕)
- 메탈기어 솔리드 4: 건즈 오브 더 패트리어트 (죠니)

2009년
- 판타지스타포터블2 (시즐)
- Starry☆Sky ~in Summer~ (키노세 아즈사)
- 조커 나라의 앨리스 ~Wonderful Wonder World~ (트위들 디, 트위들 덤)

2015년
- 괴도 조커 (아르센 루팡)

### 드라마CD
- 금색의 코르다 (시미즈 케이이치)
- 나루에의 세계 (마루오 마사키)
- 반짝반짝 은하마을 상점가 (쿠로스 아이)
- 이누카미 시리즈 (카와히라 케이타)
- 재봉사의 공방 (호무라)
- 키미키스 시리즈
- 코드기어스 반역의 를르슈 시리즈 (를르슈 람페르쥬)
- 텔레파시 소녀 란 (아야세 루이)
- Anthology Drama CD ToHeart2（코노 타카아키）
- Are You Alice? (3월 토끼)

### 드라마
- 꽃보다 남자(한국) (더빙) 이정
- 선덕여왕(한국) (더빙) 비담
- 임시남자친구 (목소리 출연)
- THE FLASH 시즌1 (더빙) 배리 앨런

### 영화
- 범죄도시4 (더빙) 장대표(이동휘)

### 라디오
- 라디오 렌탈마기카 - 스와베 준이치, 우에다 카나와 공동진행. (인터넷 라디오, 2006년 - 2008년)
- 코드기어스 반역의 야마야마 - 스기야마 노리아키와 공동진행. (인터넷 라디오, 2006년 12월 - 2007년 3월)
- 코드기어스 반역의 야마야마 DX - 스기야마 노리아키와 공동진행. (분카 방송/라디오 칸사이, 2007년 4월 - 9월)
- 무장연금 라디오 - 유즈키 료카와 공동진행. (인터넷 라디오, 2006년 12월 - 2007년 1월)
- 오오카믹 라디오 - 코시미즈 아미와 공동진행. (인터넷 라디오, 2007년 12월 - 2008년 4월, 2009년 6월 - 10월)
- 코드기어스 루루쿠루 스테이션 - 사쿠라이 타카히로와 공동진행. (분카 방송/MBS 라디오/BIGLOBE 스트림, 2008년 4월 - 9월)
- 누라마고 라디오 백귀야GO! - 마지마 준지와 공동진행. (인터넷 라디오, 2010년 6월 24일 - )